# Hortobágyi palacsinta
L’hortobágyi palacsinta és un plat salat de la cuina hongaresa, fet amb creps farcides de carn (generalment vedella o bou). La carn es prepara com un estofat amb ceba i s'amaneix amb paprika picant, all, sal i pebre, utilitzant vedella, bou, pollastre o kolbász (una mena de llonganissa). La salsa es cola de l’estofat i es reserva. Les creps es farceixen amb l’estofat i es pleguen pels extrems. Finalment, la salsa es vessa generosament sobre les creps i es cobreix amb tejföl i julivert fresc.
Una manera popular de servir aquest plat a Hongria és enrotllant les creps farcides o doblegant-les per la meitat abans d'enrotllar-les pel costat més curt. Els rotllets es poden apilar els uns sobre els altres amb la salsa per sobre.
El plat no té cap relació amb la regió d'Hortobágy o amb el Parc Nacional d'Hortobágy a la Gran Plana Hongaresa. Va ser inventat per a l'Exposició Universal de Brussel·les de 1958.